# Île Bruny
L'île Bruny, en anglais Bruny Island, en tasmanien Lunawanna Allonah est une île d'Australie située en mer de Tasman, sur la côte sud-est de la Tasmanie et séparée de cette dernière par le canal d'Entrecasteaux. Tous deux portent le nom de l'explorateur français Antoine Bruny d'Entrecasteaux. Les Aborigènes l'appelaient Alonnah Lunawanna, nom qui subsiste en deux localités, Alonnaz et Lunawanna sur la moitié sud.

## Géographie
Géologiquement, l'île Bruny est composée de deux îles, North Bruny and South Bruny, reliées par l'isthme sablonneux de Saint-Aignant. La végétation consiste principalement en pâturages et forêts d'eucalyptus. Hormis les deux plages d'Adventure Bay et de Cloudy Bay, la côte ouvrant vers le large est abrupte, avec des falaises de dolérite surplombant la mer à plus 200 mètres. La côte donnant sur le canal est plus hospitalière et offre plusieurs baies abritées.

## Histoire

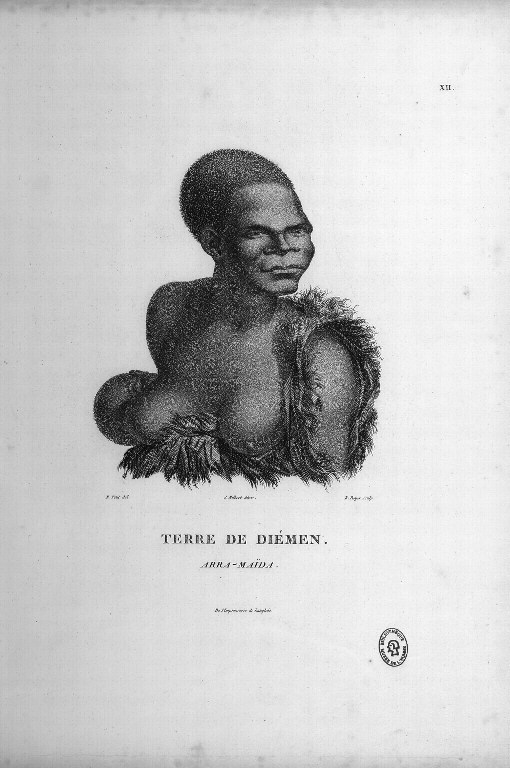
Portrait d'Arra-Maïda dessiné par les artistes de l'expédition Baudin.

L'île Bruny était occupée par les Aborigènes de Tasmanie jusqu'à l'arrivée des Européens. Abel Tasman débarqua dans les environs de l'île en novembre 1642. En 1773, Tobias Furneaux, qui explorait la côte avec James Cook, mouilla l'ancre à proximité. Le 26 janvier 1777, Cook relâcha à Adventure Bay avec le Resolution et le Discovery pour deux jours. L'arbre sur lequel il grava ses initiales fut détruit dans un feu de forêt en 1905 ; il est aujourd'hui remplacé par une plaque commémorative. William Bligh séjourna également à Adventure Bay en 1788 et 1792, année où Antoine d'Entrecasteaux explora le canal et l'île auxquels il donna son nom (orthographié île Bruni jusqu’en 1918).
Quelques années plus tard, l'expédition vers les Terres australes emmenée par Nicolas Baudin fit une longue relâche dans le canal, et celle-ci fut l'occasion d'excursions nombreuses sur l'île Bruny, où François Péron, François Heirisson et Jérôme Bellefin rencontrèrent un groupe de femmes aborigènes avec lesquelles ils partagèrent une certaine intimité et parmi lesquelles se trouvait Arra-Maïda.

## Économie
L'île Bruny est principalement une destination touristique, pour ses parcs nationaux, ses sites historiques et la pratique de la pêche sportive. Les autres activités économiques de l'île sont l'élevage et l'exploitation du bois.

### Webographie
- Site officiel
- Notice dans un dictionnaire ou une encyclopédie généraliste :   - Britannica
- Notices d'autorité :   - VIAF